# Falso positivo (informática)
Un falso positivo en informática para un antivirus, se refiere a la detección de un archivo como virus (o alguna otra clase de malware) por parte de un antivirus, cuando en realidad no es ningún virus o malware. Estos errores suelen ser pocos, aunque dependiendo de algunos factores (como la heurística) puede aumentar la probabilidad de la aparición de estos.

## Causas más comunes del virus falso

### Compresor de ejecutables
Algunos compresor o empaquetadores de ejecutables son usados para disminuir el tamaño de los archivos o hacerlos más difícil de crackear, lamentablemente los creadores de virus también necesitan esas funciones, por lo que algunas compañías detectan por defecto a cualquier archivo empaquetado por esa aplicación.
Sin embargo últimamente las compañías han dejado esa práctica, aunque se puede seguir viendo en algunos empaquetadores no tan utilizados.[cita requerida]

### Heurística
La heurística es cada vez más usada en los antivirus para brindar a los usuarios una reacción inmediata ante las nuevas amenazas informáticas sin que estas se encuentren en su base de datos. Lamentablemente la heurística no es perfecta, y puede encontrar secciones de código malicioso en programas que no son maliciosos, y eso puede causar el falso positivo.
Sin embargo, esto no es motivo para desactivar la heurística de un antivirus, ya que puede disminuir la eficacia del antivirus.[cita requerida]

### Herramientas de hacking
Algunos programas son usados en el hacking para obtener cierto propósito, como en el caso de las herramientas de administración remota o (RAT) que pueden ayudar a un hacker a controlar una PC de manera remota, pero así mismo, para una persona común y corriente le pueden resultar útiles estas funciones; sin embargo un antivirus no puede distinguir quien tiene buenas intenciones y quién no, por lo cual usualmente clasifica las aplicaciones como algún tipo de software perjudicial.

### Cracks y keygens
Algunos cracks y keygens pueden contener malware real, pero otros no. La mayoría de los antivirus detectan a todo este tipo de software como una amenaza. Debido a que algunos de estos programas si son peligrosos siempre hay que tener cuidado con este tipo de software ya que por lo general contienen algún malware.